# كارمين كوبولا
كارمين فالنتينو كوبولا (11 يونيو 1910 - 26 أبريل 1991)، كان مؤلفًا موسيقيًا وعازفًا للفلوت وعازف البيانو وكاتب أغاني أمريكيًا ساهم بموسيقى أصلية في فيلم العراب و فيلم القيامة الآن، وكلها من إخراج إبنه فرانسيس فورد كوبولا. خلال مسيرته المهنية، فاز بجائزة الأوسكار لأفضل موسيقى تصويرية -وجائزة غولدن غلوب لأفضل موسيقى تصويرية مع ترشيحات جائزة BAFTA وجائزة.

## روابط خارجية
كارمين كوبولا على موقع IMDb (الإنجليزية)
- كارمين كوبولا على موقع ألو سيني (الفرنسية)
- كارمين كوبولا على موقع ميوزك برينز (الإنجليزية)
- كارمين كوبولا على موقع تيرنر كلاسيك موفيز (الإنجليزية)
- كارمين كوبولا على موقع أول موفي (الإنجليزية)
- كارمين كوبولا على موقع قاعدة بيانات الأفلام السويدية (السويدية)
- كارمين كوبولا على موقع ديسكوغز (الإنجليزية)
- كارمين كوبولا على موقع قاعدة بيانات الفيلم (الإنجليزية)
- كارمين كوبولا على موقع كينوبويسك (الروسية)